# Saia Stueng
Saia Marilena Stueng, född 13 januari 1993 i Karasjok i Finnmark, är en norsk-samisk författare och litteraturvetare.
Saia Stueng skriver på nordsamiska. Hon har 2014-2014 och 2016-2018 utbildat sig i bland annat samisk litteraturvetenskap på Universitetet i Tromsø – Norges arktiska universitet, där hon tog magisterexamen 2018. Hon deltog i den av Samisk forfatterforening (Sámi Girječálliid Searvi) och Samisk Kunstnerråd (Sámi Dáiddárráđđi) arrangerade samiskspråkiga skrivutbildningen "Čális fal!" ("Skriv gärna!") 2015-2017. Hon har varit gymnasielärare i Karasjok 2016-2022 och påbörjade 2022 doktorsutbildning vid Samiska högskolan i Kautokeino i Finnmark.
Saia Stueng debuterade med ungdomsromanen Hamburgerprinseassa 2017. Hennes andra roman,  - den fristående fortsättningen Hamburgerprinseassa - Eallá dušše oktii, nominerades till Nordiska rådets pris för barn- och ungdomslitteratur 2024.